# Nertcha (rivière)
La Nertcha (en russe : Не́рча ; en bouriate : Нэршүү, Nershüü ; en mongol : Нэрчүү, Nerchüü) est une rivière de Russie qui coule dans le kraï de Transbaïkalie, affluent gauche de la Chilka, elle-même affluent de l'Amour.

## Géographie
La Nertcha est une rivière du kraï de Transbaïkalie, en Sibérie orientale en Russie. Ellle prend sa source sur un versant du mont Tchernychev des monts Iablonovy. La rivière s'écoule sur 580 km jusqu'à son embouchure à Priiskovy dans la Chilka, une des deux rivières qui forment le fleuve Amour. Le bassin de la Nertcha s'étend sur 27 500 km2 tandis que son début annuel moyen à l'embouchure est de 2,74 km3/an. La partie entre Nertchinsk et son embouchure, sur la toute fin de son parcours, est navigable.
La glace se forme sur la rivière à partir de fin octobre, et la rivière dégèle en mai. La période de gel varie de 165 à 210 jours, et l'épaisseur de la glace atteint 220 à 230 cm. 

## Affluents
Les principaux affluents de la Nertcha sont d'amont en aval (km de l'embouchure) :
- Khila (28 km) ;
- Torga (51 km) ;
- Olia (84 km) ;
- Oulourdour (123 km) ;
- Akima (195 km) ;
- Akouïa (235 km) ;
- Nertchougan (305 km).

## Localités traversées
La Nertcha traverse dans le sens de l'écoulement les localités suivantes : 
- Zioulzia ;
- Olinsk ;
- Znamensk ;
- Nertchinsk ;
- Priiskovy.

## Cours moyen
Le cours moyen de la rivière Nertcha possède le statut de monumen naturel (aire portégée) du kraï de Transbaïkalie. Ces paysages sont caractéristiques des steppes boisées de la Transbaïkalie, appartenant à la province de la taïga des steppes du Haut-Amour. Les hauteurs du cours moyen sont recouverts de forêts de bouleaux, de pins et de mélèzes tandis que la plaine inondable est prédominée par des marécages et des saules. En termes de faune, une population viable du Hucho taimen vit dans ses eaux.
L'importance de la zone est reflétée par la présence de la mâcre nageante (Trapa natans), avec une population relique isolée du reste de la zone de peuplement de ce végétal. D'autres espèces de la flore figurent dans le livre rouge du kraï, tels qu'avec le muguet du Keskei (Convallaria keiskei), l'iris d'eau japonais (Iris laevigata), la rate de Sibérie (Phlojodicarpus subiricus), la pivoine de Chine (Paeonia lactiflora) et le sabot de Vénus (Cypripedium calceolus).